# رازامبک جمال‌اف
رازامبک جمال‌اف (به روسی: Разамбек Жамалов، آوانگاری: زادهٔ ۱ ژوئیهٔ ۱۹۹۸) یک کشتی‌گیر آزادکار روسی‌الاصل اهل کشور ازبکستان است.
از افتخارات وی زمی‌توان به‌ کسب مدال طلا بازی‌های المپیک ۲۰۲۴ پاریس اشاره کرد.

## فعالیت حرفه‌ای

### المپیک ۲۰۲۴ پاریس
جمال‌اف در وزن ۷۴ کیلوگرم کشتی آزاد المپیک ۲۰۲۴ پاریس حاضر بود که محمدحبیب قاضی‌محمدف از بلاروس، تیموراز سالکازانوف از اسلواکی، چرمن ولیف از آلبانی و ویکتور راسادین از تاجیکستان را شکست داد و به فینال رسید. وی در فینال دایچی تاکاتانی از ژاپن را شکست داد و مدال طلا را به‌دست آورد.